# Druga plovidba
A Druga plovidba a Galija együttes 1980-ban megjelent második nagylemeze, melyet az RTB adott ki. Katalógusszáma: 2120089.

## Az album dalai

### A oldal
1. Oni bi baš hteli da ja stanem	(3:54)
2. Moj deda je bio roker (4:18)
3. Bilo je to jednom (6:22)
4. Zar moram baš nešto mudro da kažem (3:18)

### B oldal
1. Nije ti otac kriv (3:54)
2. Neka bude sve u tebi čast (5:54)
3. U suton (5:30)

## Közreműködők
- Nenad Milosavljević – ének, akusztikus gitár, harmonika
- Predrag Milosavljević – ének
- Dušan Radivojević – gitár
- Zoran Radosavljević – basszusgitár
- Nebojša Marković – billentyűs hangszerek
- Boban Pavlović – dob